# 5:e divisionen (Tyskland)
5:e divisionen (tyska: 5. Division) var en tysk division som existerade mellan 1818 och 1919.

## Organisation vid första världskrigets utbrott
Förläggningsort inom parentes.
- 9:e Infanteribrigaden (Brandenburg)
  - 8:e Livgrenadjärregementet (1:a Brandenburgska) "Kung Fredrik Vilhelm III" (Frankfurt an der Oder)
  - 48:e Infanteriregementet (5:e Brandenburgska) "von Stülpnagel" (Küstrin)

- 10:e Infanteribrigaden (Küstrin)
  - 12:e Grenadjärregementet (2:a Brandenburgska) "Prins Carl av Preussen" (Frankfurt an der Oder)
  - 52:a Infanteriregementet (6:e Brandenburgska) "von Alvensleben" (Cottbus och Crossen)

- 5:e Kavalleribrigaden
  - 2:a Dragonregementet (1:a Brandenburgska) (Schwedt)
  - 3:e Ulanregementet (1:a Brandenburgska) "Kejsar Alexander II av Ryssland" (Fürstenwalde)

- 5:e Fältartilleribrigaden
  - 18:e Fältartilleriregementet (2:a Brandenburgska) "General-Feldzeugmeister" (Frankfurt an der Oder)
  - 54:e Fältartilleriregementet (Neumärkiska) (Küstrin och Landsberg an der Warthe)